# Стари надгробни споменици у Клатичеву
Стари надгробни споменици у Клатичеву (Општина Горњи Милановац) представљају већу, добро очувану споменичку групу и важан извор података за проучавање генезе становништва овог места.

## Клатичево
Село Клатичево налази се у централном делу општине, у близини Горњег Милановца. Атар села граничи се са селима Брусница, Велереч, Љутовница, Калиманићи, Синошевићи и Таково. Кроз Клатичево пролазе путеви Горњи Милановац-Пожега и Горњи Милановац-Љиг.
Насеље је највероватније основано у средњем веку, а под овим именом помиње у турским дефтерима. Клатичево је у 19. веку насељено становништвом из Црне Горе, Старог Влаха и суседних села. Село је разбијеног типа и подељено на више заселака. Сеоска слава је Треће Тројице.

### Сеоско гробље
Клатичевско гробље налази се на падини изнад пута за Таково. Уз новије породичне гробнице, сачуван је велики број старих надгробних споменика, међу којима преовладавају сви типови старијих надгробника карактеристични за овај крај: ниски стубови и плоче са геометријским, крстоликим урезима; масивни крстови; стубови различитих облика и димензија заобљеног или равног врха; већи стубови са покривком у облику карактеристичне „капе”; вертикалне плоче са узвишеним крстом итд.